# Mornas
 Mornas  es una población y comuna francesa, en la región de Provenza-Alpes-Costa Azul, departamento de Vaucluse, en el distrito de Aviñón y cantón de Bollène.
Está integrada en la Communauté de communes Rhône - Lez - Provence.

## Demografía
| 915 | 1103 | 1189 | 1737 | 2087 | 2209 |
| Para los censos de 1962 a 1999 la población legal corresponde a la población sin duplicidades (Fuente: INSEE [Consultar]) |      |      |      |      |      |